# Kreisgericht Neuruppin (Preußen)
Das Kreisgericht Neuruppin war ein preußisches Kreisgericht in der damaligen preußischen Provinz Brandenburg mit Sitz in Neuruppin.

## Geschichte
Im Sprengel des Kreisgerichts Neuruppin bestanden bis 1849 das
- Königliche Stadtgericht Neuruppin
- Königliche Land- und Stadtgericht Alt-Ruppin
- Königliche Land- und Stadtgericht Wittstock
- Königliche Land- und Stadtgericht Zehdenick
- Stadtgericht Lindow
- Königliche Stadtgericht Wusterhausen und die
- Königliche Gerichtskommission Zechlin

Daneben bestanden viele Patrimonialgerichte.
1849 wurden in Preußen einheitlich Kreisgerichte geschaffen. Hierbei wurde die Patrimonialgerichtsbarkeit abgeschafft und die Patrimonialgerichte aufgehoben. Auch die eingangs genannten Gerichte wurden aufgehoben und es entstand das Königliche Kreisgericht Neuruppin. Es umfasste den größten Teil des Kreises Ruppin. Zuständiges Appellationsgericht blieb das Kammergericht.
Gerichtskommissionen, also Zweigstellen des Gerichtes, wurden in Rheinsberg, Lindow (Mark), Gransee, Neustadt a.d.D. und Wusterhausen a.d.D. eingerichtet.
Am Gericht waren 1870 ein Direktor und 11 Kreisrichter eingesetzt. Die Zahl der Gerichtseingesessenen betrug 76.752. Gerichtstage wurden in Löwenberg abgehalten. Schwurgerichtssachen des Kreisgerichtes wurde nicht hier, sondern beim Kreisgericht Spandau verhandelt.
Im Rahmen der Reichsjustizgesetze wurde das Gerichtswesen in Deutschland 1879 vereinheitlicht. Damit wurde das Kreisgericht Neuruppin aufgehoben und das königlich preußische Amtsgericht Neuruppin mit Wirkung zum 1. Oktober 1879 als eines von 11 Amtsgerichten im Bezirk des Landgerichtes Neuruppin als Nachfolger gebildet. Auch die meisten Gerichtskommissionen wurden 1879 in Amtsgerichte umgewandelt (Amtsgericht Rheinsberg, Amtsgericht Lindow (Mark), Amtsgericht Gransee und Amtsgericht Wusterhausen/Dosse).

## Gerichtssprengel
Dem Kreisgericht Neuruppin waren folgende Gemeinden zugeordnet:
| Ort                        | Landkreis    | früheres Gericht                                                               |
| -------------------------- | ------------ | ------------------------------------------------------------------------------ |
| Neuruppin                  | Kreis Ruppin | Königliches Stadtgericht Neuruppin                                             |
| Irrenanstalt Neuruppin     | Kreis Ruppin | Ständische Landarmen-Direktion                                                 |
| Lindow                     | Kreis Ruppin | Patrimonialgericht                                                             |
| Alt-Ruppin                 | Kreis Ruppin | Königliches Land- und Stadtgericht Alt-Ruppin                                  |
| Lindower Amtsfreiheit      | Kreis Ruppin | Königliches Land- und Stadtgericht Alt-Ruppin                                  |
| Lindower roter Krug        | Kreis Ruppin | Königliches Land- und Stadtgericht Alt-Ruppin                                  |
| Lindower Amtsmühle         | Kreis Ruppin | Königliches Land- und Stadtgericht Alt-Ruppin                                  |
| Lindower Scharfrichterei   | Kreis Ruppin | Königliches Land- und Stadtgericht Alt-Ruppin                                  |
| Banzendorf                 | Kreis Ruppin | Königliche Gerichtskommission Zechlin                                          |
| Bienenwalde                | Kreis Ruppin | Patrimonialgericht                                                             |
| Blankenberg                | Kreis Ruppin | Patrimonialgericht                                                             |
| Buskow                     | Kreis Ruppin | Patrimonialgericht                                                             |
| Dabergotz                  | Kreis Ruppin | Königliches Land- und Stadtgericht Alt-Ruppin                                  |
| Damm                       | Kreis Ruppin | Patrimonialgericht                                                             |
| Darritz                    | Kreis Ruppin | Königliches Land- und Stadtgericht Alt-Ruppin                                  |
| Dierberg                   | Kreis Ruppin | Königliche Gerichtskommission Zechlin                                          |
| Rheinshagen                | Kreis Ruppin | Königliches Land- und Stadtgericht Alt-Ruppin                                  |
| Frankendorf                | Kreis Ruppin | Königliches Land- und Stadtgericht Alt-Ruppin                                  |
| Altfriesack                | Kreis Ruppin | Königliches Land- und Stadtgericht Alt-Ruppin                                  |
| Garz bei Wittstock         | Kreis Ruppin | Königliches Land- und Stadtgericht Alt-Ruppin                                  |
| Alt Germendorf             | Kreis Ruppin | Königliches Land- und Stadtgericht Alt-Ruppin                                  |
| Glambeck                   | Kreis Ruppin | Königliches Land- und Stadtgericht Alt-Ruppin                                  |
| Glienicke, Gühlen          | Kreis Ruppin | Patrimonialgericht                                                             |
| Neu Glienicke              | Kreis Ruppin | Patrimonialgericht                                                             |
| Glienicke, Rheinsberg      | Kreis Ruppin | Königliche Gerichtskommission Zechlin                                          |
| Gnewikow                   | Kreis Ruppin | Patrimonialgericht                                                             |
| Gottberg                   | Kreis Ruppin | Fiskus                                                                         |
| Schrey                     | Kreis Ruppin | Patrimonialgericht                                                             |
| Grieben                    | Kreis Ruppin | Königliches Land- und Stadtgericht Alt-Ruppin                                  |
| Grieben-Feld               | Kreis Ruppin | Stiftsgericht Lindow                                                           |
| Grieben-Bärenbusch         | Kreis Ruppin | Königliches Land- und Stadtgericht Alt-Ruppin                                  |
| Grieben-Wittwe             | Kreis Ruppin | Patrimonialgericht                                                             |
| Grüneberg                  | Kreis Ruppin | Patrimonialgericht                                                             |
| Gühlen                     | Kreis Ruppin | Patrimonialgericht                                                             |
| Häsen, Feld                | Kreis Ruppin | Patrimonialgericht                                                             |
| Herzberg                   | Kreis Ruppin | Königliches Land- und Stadtgericht Alt-Ruppin                                  |
| Hindenberg                 | Kreis Ruppin | Königliche Gerichtskommission Zechlin                                          |
| Hoppenrade                 | Kreis Ruppin | Patrimonialgericht                                                             |
| Kantow                     | Kreis Ruppin | Patrimonialgericht                                                             |
| Karwe                      | Kreis Ruppin | Patrimonialgericht                                                             |
| Wall                       | Kreis Ruppin | Patrimonialgericht                                                             |
| Katerbow                   | Kreis Ruppin | Patrimonialgericht                                                             |
| Bütow                      | Kreis Ruppin | Patrimonialgericht                                                             |
| Keller                     | Kreis Ruppin | Königliches Land- und Stadtgericht Alt-Ruppin                                  |
| Kerkow                     | Kreis Ruppin | Patrimonialgericht                                                             |
| Kerzlin                    | Kreis Ruppin | Königliches Land- und Stadtgericht Alt-Ruppin                                  |
| Klewisch-Häuser            | Kreis Ruppin | Patrimonialgericht                                                             |
| Klosterheide               | Kreis Ruppin | Königliches Land- und Stadtgericht Alt-Ruppin                                  |
| Kränzlin mit Heinrichsdorf | Kreis Ruppin | Patrimonialgericht                                                             |
| Kramnitz                   | Kreis Ruppin | Patrimonialgericht                                                             |
| Küdow                      | Kreis Ruppin | Patrimonialgericht                                                             |
| Krangen                    | Kreis Ruppin | Königliches Land- und Stadtgericht Alt-Ruppin                                  |
| Krangensbrück              | Kreis Ruppin | Königliches Land- und Stadtgericht Alt-Ruppin                                  |
| Rägelsdorf                 | Kreis Ruppin | Patrimonialgericht                                                             |
| Zippelspförde              | Kreis Ruppin | Königliches Land- und Stadtgericht Alt-Ruppin                                  |
| Langen                     | Kreis Ruppin | teils Patrimonialgericht teils Königliches Stadtgericht Neu-Ruppin             |
| Lichtenberg                | Kreis Ruppin | Königliches Land- und Stadtgericht Alt-Ruppin                                  |
| Linde                      | Kreis Ruppin | teils Patrimonialgericht, teils Königliches Land- und Stadtgericht Oranienburg |
| Bertholzgrund              | Kreis Ruppin | Königliches Land- und Stadtgericht Oranienburg                                 |
| Grundmühle                 | Kreis Ruppin | Königliches Land- und Stadtgericht Oranienburg                                 |
| Kloster Lindow             | Kreis Ruppin | Fräulenstift                                                                   |
| Vorwerk Lindow             | Kreis Ruppin | Königliches Land- und Stadtgericht Alt-Ruppin                                  |
| Lögow                      | Kreis Ruppin | Patrimonialgericht                                                             |
| Löwenberg                  | Kreis Ruppin | Patrimonialgericht                                                             |
| Alt-Ludwigsau              | Kreis Ruppin | Patrimonialgericht                                                             |
| Neu-Ludwigsau              | Kreis Ruppin | Patrimonialgericht                                                             |
| Lüchfeld                   | Kreis Ruppin | Patrimonialgericht                                                             |
| Manker                     | Kreis Ruppin | Königliches Land- und Stadtgericht Alt-Ruppin                                  |
| Molchow                    | Kreis Ruppin | Königliches Land- und Stadtgericht Alt-Ruppin                                  |
| Großmutz                   | Kreis Ruppin | Königliches Land- und Stadtgericht Oranienburg und Zehdenick                   |
| Nackel                     | Kreis Ruppin | Patrimonialgericht                                                             |
| Neuhof                     | Kreis Ruppin | Patrimonialgericht                                                             |
| Neuentorf                  | Kreis Ruppin | Patrimonialgericht                                                             |
| Schleuen                   | Kreis Ruppin | Patrimonialgericht                                                             |
| Nietwerder                 | Kreis Ruppin | Königliches Land- und Stadtgericht Alt-Ruppin                                  |
| Pahlzow                    | Kreis Ruppin | Patrimonialgericht                                                             |
| Petershagen                | Kreis Ruppin | Königliches Land- und Stadtgericht Alt-Ruppin                                  |
| Pfalzheim und Wüst Rägelin | Kreis Ruppin | Königliches Land- und Stadtgericht Alt-Ruppin                                  |

## Gerichtskommission Rheinsberg
Der Gerichtskommission Rheinsberg waren folgende Gemeinden zugeordnet:
| Ort                    | Landkreis    | früheres Gericht                                                              |
| ---------------------- | ------------ | ----------------------------------------------------------------------------- |
| Rheinsberg und Vorwerk | Kreis Ruppin | Justizamt Rheinsberg                                                          |
| Möckern                | Kreis Ruppin | Justizamt Rheinsberg                                                          |
| Amt Rheinsberg         | Kreis Ruppin | Justizamt Rheinsberg                                                          |
| Berkholzofen           | Kreis Ruppin | Justizamt Rheinsberg                                                          |
| Groß-Reno              | Kreis Ruppin | Stiftsgericht Lindow                                                          |
| Alt-Glodkow            | Kreis Ruppin | Königliches Land- und Stadtgericht Wittstock (Zechlin)                        |
| Zühlen                 | Kreis Ruppin | Königliches Land- und Stadtgericht Wittstock (Zechlin)                        |
| Kagar                  | Kreis Ruppin | Königliches Land- und Stadtgericht Wittstock (Zechlin)                        |
| Linow                  | Kreis Ruppin | Königliches Land- und Stadtgericht Wittstock (Zechlin)                        |
| Menz                   | Kreis Ruppin | Königliches Land- und Stadtgericht Wittstock (Zechlin)                        |
| Roofen                 | Kreis Ruppin | Königliches Land- und Stadtgericht Wittstock (Zechlin)                        |
| Sellenwalde            | Kreis Ruppin | Königliches Land- und Stadtgericht Wittstock (Zechlin)                        |
| Stechlin               | Kreis Ruppin | Patrimonialgericht und Königliches Land- und Stadtgericht Wittstock (Zechlin) |
| Dietrichsofen          | Kreis Ruppin | Gerichtskommission Zechlin                                                    |
| Gollungeofen           | Kreis Ruppin | Gerichtskommission Zechlin                                                    |
| Heuersofen             | Kreis Ruppin | Gerichtskommission Zechlin                                                    |
| Hinzpetersofen         | Kreis Ruppin | Gerichtskommission Zechlin                                                    |
| Stegmannsofen          | Kreis Ruppin | Gerichtskommission Zechlin                                                    |
| Sieversofen            | Kreis Ruppin | Gerichtskommission Zechlin                                                    |
| Dollgow                | Kreis Ruppin | Gerichtskommission Zechlin                                                    |
| Steinpförde            | Kreis Ruppin | Gerichtskommission Zechlin                                                    |
| Wallitz                | Kreis Ruppin | Gerichtskommission Zechlin                                                    |
| Kunckelberg            | Kreis Ruppin | Gerichtskommission Zechlin                                                    |
| Uhlenberg              | Kreis Ruppin | Königliches Land- und Stadtgericht Alt-Ruppin                                 |
| Zernikow               | Kreis Ruppin | Patrimonialgericht                                                            |
| Burow                  | Kreis Ruppin | Patrimonialgericht                                                            |
| Keickendorf            | Kreis Ruppin | Patrimonialgericht                                                            |
| Schulzenhof            | Kreis Ruppin | Patrimonialgericht                                                            |
| Neu-Globsow            | Kreis Ruppin | Patrimonialgericht                                                            |
| Dagow                  | Kreis Ruppin | Patrimonialgericht                                                            |
| Adamswalde             | Kreis Ruppin | Patrimonialgericht                                                            |
| Schlaborn              | Kreis Ruppin | Patrimonialgericht                                                            |
| Warenthin              | Kreis Ruppin | Patrimonialgericht                                                            |
| Basdorf                | Kreis Ruppin | Patrimonialgericht                                                            |
| Wittwien               | Kreis Ruppin | Patrimonialgericht                                                            |
| Groß-Zerlang           | Kreis Ruppin | Patrimonialgericht                                                            |

## Gerichtskommission Lindow
Das Amtsblatt der Königlichen Regierung zu Potsdam, 1849 nennt keine Gerichtskommission Lindow, sondern weist Lindow als dem Kreisgericht Neuruppin direkt zugeordnet aus. Mit Gesetz vom 2. Januar 1849 wurde diese Gerichtskommission Lindow dann geschaffen.

## Gerichtskommission Gransee
Der Gerichtskommission Gransee waren folgende Gemeinden zugeordnet:
| Ort                            | Landkreis    | früheres Gericht                              |
| ------------------------------ | ------------ | --------------------------------------------- |
| Gransee                        | Kreis Ruppin | Königliches Stadtgericht Gransee              |
| Buberow                        | Kreis Ruppin | Königliches Land- und Stadtgericht Alt-Ruppin |
| Kraatz                         | Kreis Ruppin | Königliches Land- und Stadtgericht Alt-Ruppin |
| Schönermark                    | Kreis Ruppin | Patrimonialgericht                            |
| Sonnenberg                     | Kreis Ruppin | Patrimonialgericht                            |
| Rauschendorf                   | Kreis Ruppin | Patrimonialgericht                            |
| Alt-Lüdersdorf und Fischerwall | Kreis Ruppin | Königliches Land- und Stadtgericht Alt-Ruppin |
| Neu-Lüdersdorf                 | Kreis Ruppin | Königliches Land- und Stadtgericht Alt-Ruppin |
| Wentow                         | Kreis Ruppin | Königliches Land- und Stadtgericht Alt-Ruppin |
| Seilershof                     | Kreis Ruppin | Patrimonialgericht                            |
| Neu-Lögow                      | Kreis Ruppin | Königliches Land- und Stadtgericht Zehdenick  |
| Königstädt                     | Kreis Ruppin | Königliches Land- und Stadtgericht Alt-Ruppin |
| Groß-Woltersdorf               | Kreis Ruppin | Königliches Land- und Stadtgericht Zehdenick  |
| Polzow                         | Kreis Ruppin | Königliches Land- und Stadtgericht Zehdenick  |
| Wolfsruh                       | Kreis Ruppin | Königliches Land- und Stadtgericht Zehdenick  |
| Meseberg                       | Kreis Ruppin | Patrimonialgericht                            |
| Baumgarten                     | Kreis Ruppin | Patrimonialgericht                            |
| Schulzendorf                   | Kreis Ruppin | Königliches Land- und Stadtgericht Alt-Ruppin |
| Granseer Ziegelei              | Kreis Ruppin | Königliches Stadtgericht Gransee              |

## Gerichtskommission Neustadt a.d.D.
Der Gerichtskommission Neustadt a.d.D. waren folgende Gemeinden zugeordnet:
| Ort | Landkreis    | früheres Gericht                                   |
| --- | ------------ | -------------------------------------------------- |
| Neustadt (Dosse), kleine Meierei, Wolfsgarten, Amtsmühle, Amtsfreiheit, Grenzsches Freigut, Pfarre, Amtskeller und Kellerland | Kreis Ruppin | Königliches Stadtgericht Neustadt a.d.D.           |
| Bartschendorf | Kreis Ruppin | Königliches Stadtgericht Neustadt a.d.D.           |
| Zietensaue | Kreis Ruppin | Königliches Stadtgericht Neustadt a.d.D.           |
| Giesenhorst | Kreis Ruppin | Königliches Stadtgericht Neustadt a.d.D.           |
| Blumenaue | Kreis Ruppin | Königliches Stadtgericht Neustadt a.d.D.           |
| Siegrothsbruch | Kreis Ruppin | Königliches Stadtgericht Neustadt a.d.D.           |
| Michaelisbruch | Kreis Ruppin | Königliches Stadtgericht Neustadt a.d.D.           |
| Friedrich-Wilhelms-Gestüt | Kreis Ruppin | Königliches Stadtgericht Neustadt a.d.D.           |
| Louisenau mit Lindenau | Kreis Ruppin | Königliches Stadtgericht Neustadt a.d.D.           |
| Mühlenland | Kreis Ruppin | Patrimonialgericht                                 |
| Fischershof | Kreis Ruppin | Patrimonialgericht                                 |
| Dreetz | Kreis Ruppin | Königliches Stadtgericht Neustadt a.d.D.           |
| Lüttgen-Dreetz | Kreis Ruppin | Königliches Stadtgericht Neustadt a.d.D.           |
| Schäferberg | Kreis Ruppin | Königliches Stadtgericht Neustadt a.d.D.           |
| Friedrichsbruch | Kreis Ruppin | Königliches Land- und Stadtgericht Neustadt a.d.D. |
| Friedrichsdorf | Kreis Ruppin | Königliches Land- und Stadtgericht Neustadt a.d.D. |
| Wilhelminenaue | Kreis Ruppin | Patrimonialgericht                                 |
| Klausiushof | Kreis Ruppin | Patrimonialgericht                                 |
| Neu-Garz | Kreis Ruppin | Königliches Land- und Stadtgericht Neustadt a.d.D. |
| Alt-Garz | Kreis Ruppin | Königliches Land- und Stadtgericht Neustadt a.d.D. |
| Groß-Derschau | Kreis Ruppin | Königliches Land- und Stadtgericht Neustadt a.d.D. |
| Klein-Derschau | Kreis Ruppin | Königliches Land- und Stadtgericht Neustadt a.d.D. |
| Rübehorst | Kreis Ruppin | Königliches Land- und Stadtgericht Neustadt a.d.D. |
| Brenckenhof | Kreis Ruppin | Königliches Land- und Stadtgericht Neustadt a.d.D. |
| Schwarzwasser | Kreis Ruppin | Königliches Land- und Stadtgericht Neustadt a.d.D. |
| Hirzelslust | Kreis Ruppin | Königliches Land- und Stadtgericht Neustadt a.d.D. |
| Hohenofen | Kreis Ruppin | Königliches Land- und Stadtgericht Neustadt a.d.D. |
| Bierhütten | Kreis Ruppin | Königliches Land- und Stadtgericht Neustadt a.d.D. |
| Sieversdorf | Kreis Ruppin | Königliches Land- und Stadtgericht Neustadt a.d.D. |
| Alt-Köppenbrügge | Kreis Ruppin | Königliches Land- und Stadtgericht Neustadt a.d.D. |
| Neu-Köppenbrügge | Kreis Ruppin | Königliches Land- und Stadtgericht Neustadt a.d.D. |
| Goldbeck | Kreis Ruppin | Königliches Land- und Stadtgericht Neustadt a.d.D. |
| Schönfeld | Kreis Ruppin | Königliches Land- und Stadtgericht Neustadt a.d.D. |
| Jühlitz | Kreis Ruppin | Königliches Land- und Stadtgericht Neustadt a.d.D. |
| Spiegelmanufaktur | Kreis Ruppin | Patrimonialgericht                                 |

## Gerichtskommission Wusterhausen a.d.D.
Der Gerichtskommission Wusterhausen a.d.D. waren folgende Gemeinden zugeordnet:
| Ort                             | Landkreis    | früheres Gericht                      |
| ------------------------------- | ------------ | ------------------------------------- |
| Wusterhausen/Dosse              | Kreis Ruppin | Königliches Stadtgericht Wusterhausen |
| Kampehl                         | Kreis Ruppin | Patrimonialgericht                    |
| Bückwitz                        | Kreis Ruppin | Patrimonialgericht                    |
| Plänitz                         | Kreis Ruppin | Patrimonialgericht                    |
| Leddin                          | Kreis Ruppin | Patrimonialgericht                    |
| Metzelthin                      | Kreis Ruppin | Patrimonialgericht                    |
| Gartow                          | Kreis Ruppin | Patrimonialgericht                    |
| Brunn                           | Kreis Ruppin | Patrimonialgericht                    |
| Trieplatz                       | Kreis Ruppin | Patrimonialgericht                    |
| Tramnitz                        | Kreis Ruppin | Patrimonialgericht                    |
| Dessow                          | Kreis Ruppin | Patrimonialgericht                    |
| Ganzer                          | Kreis Ruppin | Patrimonialgericht                    |
| Saegelitz                       | Kreis Ruppin | Patrimonialgericht                    |
| Barsikow                        | Kreis Ruppin | Patrimonialgericht                    |
| Wusterhausen- oder Garz-Vorwerk | Kreis Ruppin | Königliches Stadtgericht Wusterhausen |
| Köritz                          | Kreis Ruppin | Patrimonialgericht                    |
| Läsikow                         | Kreis Ruppin | Königliches Stadtgericht Wusterhausen |